# Callitriche mandonis
Callitriche mandonis là một loài thực vật có hoa trong họ Mã đề. Loài này được Van Heurck & Müll.Arg. mô tả khoa học đầu tiên năm 1871.